# Wonder Dog
Sviluppato da Core Design, Wonder Dog è stato uno dei primi videogiochi per Sega Mega CD. Protagonista è un cane spaziale giunto sulla Terra, dove deve percorrere 12 livelli di piattaforme molto diversi tra loro.
In seguito, il gioco è stato convertito su Amiga.
Il personaggio, divenuto la mascotte del Sega Mega CD, era anche il protagonista di un breve filmato contenuto in alcune videocassette puliscitestine VHS prodotte dalla JVC, la co-sviluppatrice del Sega Mega CD.